# Conference & Incentive Management
CIM - Conference & Incentive Management wendet sich als ein europäisches Fachmagazin für das lokale und globale Meeting-Business an Entscheider und Planer von Veranstaltungen in Unternehmen, Agenturen und Verbänden. CIM erscheint zweisprachig (deutsch und englisch) sechsmal im Jahr mit einer Auflage von 20.500 Exemplaren (IVW II/2016).
CIM berichtet regelmäßig über Trends, Konferenz-Destinationen und Technologien auf dem Meeting- und Incentive-Markt sowie über Event-Marketing. Die Redaktion steht seit vielen Jahren für eine kritische Auseinandersetzung mit den Themen der Branche. Zur Unterstützung der täglichen Arbeit der Planer ist das Verzeichnis „PPA Profi–Partner Agentur“ ein fester Bestandteil von CIM. Das Inhaltsverzeichnis erscheint im Heft und auf der Homepage.